# Havaika kauaiensis
Havaika kauaiensis là một loài nhện trong họ Salticidae. Loài này được phát hiện ở Hawaii.